# Julia Barretto
Julia Francesca Barretto Baldivia (née le 10 mars 1997 à Marikina) est une actrice et mannequin philippine.

## Biographie
Elle est la fille des acteurs Dennis Padilla et Marjorie Barretto et a des frères et sœurs des côtés respectifs de ses deux parents. Elle est membre du clan Barretto, une famille de divertissement de premier plan qui comprend les actrices Claudine Barretto et Gretchen Barretto. Elle est également la nièce d'acteurs et chanteurs basés en Espagne, tels qu'Antonio Morales Barreto et Miguel Morales Barretto et la nièce des actrices et chanteurs espagnols Rocío Dúrcal, épouse de son oncle Antonio, Fedra Lorente, épouse de son oncle Miguel. Elle est également la nièce de Shaila Dúrcal, Carmen Morales de las Heras et Antonio Morales de las Heras, ces trois derniers sont les enfants de son grand-oncle Antonio.
Elle suit sa scolarité au Miriam College à Quezon City et obtient son diplôme d'études secondaires au St. Paul College de Pasig en mars 2015.
Tout au long de sa carrière, l'actrice est confrontée à de nombreuses controverses telles que la tentative d'abandonner le nom de famille de son père ou les querelles très médiatisées impliquant sa famille maternelle.
Elle a pour compagnon l'acteur Gerald Anderson. En 2021, elle s'engage dans la force auxiliaire de la Garde côtière philippine.

## Carrière
Barretto signe avec l'agence Star Magic et prend de l'importance après avoir été choisie dans la série télévisée Kokey d'ABS-CBN, où elle joue le rôle principal d'Anna Calugdan. Son rôle dans la série dramatique Mirabella convainc et lui ouvre des rôles au cinéma. Elle tient des duos romantiques avec Enrique Gil, Iñigo Pascual et Joshua Garcia.
En 2020, Barretto quitte Star Magic pour s'engager avec Viva Artist Agency.

## Filmographie
Cinéma
- 2015 : Para sa Hopeless Romantic
- 2016 : Vince & Kath & James
- 2017 : Love You to the Stars and Back
- 2017 : Unexpectedly Yours
- 2017 : Gandarrapiddo: The Revenger Squad
- 2018 : I Love You, Hater
- 2019 : Between Maybes
- 2020 : Block Z
- 2020 : James & Pat & Dave

Séries télévisées
- 2001-2007 : Kokey
- 2013-2019 : Maalaala Mo Kaya
- 2013-2015 : Wansapanataym
- 2014 : Mirabella
- 2015-2016 : And I Love You So
- 2017 : A Love to Last

## Source de la traduction
- (en) Cet article est partiellement ou en totalité issu de l’article de Wikipédia en anglais intitulé « Julia Barretto » (voir la liste des auteurs).